# Carlos Mulas Granados
Carlos Mulas Granados, né en 1974 à Madrid, Espagne, est un économiste, professeur universitaire et homme politique socialiste espagnol.
Il est titulaire d'un doctorat en économie de l'université de Cambridge. Il a été le directeur général de la Fundación IDEAS ainsi que professeur titulaire d'économie à l'université complutense de Madrid. Actuellemente il est economiste au FMI

## Politique
- Membre de "Economistas 2004", groupe d'économistes indépendants responsables du programme économique du José Luis Rodríguez Zapatero pour les élections générales du 14 mars 2004.
- Sous-directeur du bureau économique du président du gouvernement (OEPG) pendant la première législature de José Luis Rodríguez Zapatero.
- Membre du comité de rédaction du programme électoral du PSOE en 2008 et 2011.
- Candidat du PSOE à Madrid pour les élections générales espagnoles de 2011.

Carlos Mulas Granados était le directeur de la Fondation Ideas entre 2009 et 2012. Après cette période, il a été nommé économiste au FMI.